# Profesorul Suplinitor
Profesorul suplinitor (engleză The Substitute) este un reality show american de televiziune care a avut premiera pe Nickelodeon pe 1 aprilie 2019. Programul oferă farse și celebrități care merg sub acoperire ca profesori suplinitori pentru a surprinde elevii, cu donații de 25.000 de dolari făcute fiecărei școli pe care o vizitează. Serialul a fost reînnoit pentru un al doilea sezon găzduit de Juanpa Zurita.
În România, a avut premiera pe Nickelodeon pe 26 septembrie 2020.

## Dublajul în limba română
Dublajul a fost realizat de studiourile Audio Design Digital Art:
Produs de: SDI Media (în sezonul 2 Iyuno-SDI Group)
- Adina Lucaciu - voice-over
- Luca Fumuru - Juanpa Zurita
- Raul Stănulescu - Jace Norman
- Valeria Stoian - Jojo Siwa
- Alexandru Robu - Asher Angel
- Alexandra Badea - Lily Singh
- Cristian Neacșu - Shawn White, alte voci
- Virgil Aioanei - John Cena, the Miz
- Andrei Zaharia - Rico Rodriguez, Johnny Orlando
- Andreea Șuilea - Raini Rodriguez
- Amalia Bălșan - Bree Bella, directoare adjuncte
- Alexandra Oiște - Niki Bella
- Ernest Fazekaș - Cooper Barnes
- Tommi Weissbuch - Kel Mitchell
- Silvia Vâlcu - Ne-Yo
- Florentina Țilea - Peyton List
- Irina Dimitropol - Chloe Kim
- Ciprian Cojenel - Gabriel Iglesias
- Adrian Venete - Zedd
- Gabriela Valentin - profesoare
- Cătălina Chițan - profesoare
- Sabrina Mitrea - directoare
- Ionuț Grama - Chris Paul, DeAndre Jordan, directori, make-up artiști
- Bogdan Păduroiu - make-up artiști
- David Ștefan - băieți
- Raluca Oncică - fete
- Nicole Rădulescu - fete
- Andrea Istrate - fete
- Sophia Jambori - fete
- Denis Nadoliu - băieți

Regia: Adina Lucaciu (sezonul 1), Sabrina Mitrea (sezonul 2)

## Episoade

### Sezonul 1 (2019–20)
| # (sezon) | Titlu                                            | Premiera originală | Premiera în România | Cod |
| --------- | ------------------------------------------------ | ------------------ | ------------------- | --- |
| 1         | „Jace Norman”                                    | 1 aprilie 2019     | 26 Septembrie 2020  | 101 |
| 2         | „Lilly Singh”                                    | 18 mai 2019        | 27 Septembrie 2020  | 102 |
| 3         | „John Cena”                                      | 4 octombrie 2019   | 03 octombrie 2020   | 103 |
| 4         | „Ne-Yo”                                          | 30 noiembrie 2019  | 04 octombrie 2020   | 104 |
| 5         | „The Bella Twins” „Gemenele Bella”               | 31 ianuarie 2020   | 25 octombrie 2020   | 110 |
| 6         | „Rico & Raini Rodriguez”                         | 7 februarie 2020   | 11 octombrie 2020   | 106 |
| 7         | „Asher Angel”                                    | 8 februarie 2020   | 17 octombrie 2020   | 107 |
| 8         | „Shaun White”                                    | 15 februarie 2020  | 18 octombrie 2020   | 108 |
| 9         | „JoJo Siwa”                                      | 22 februarie 2020  | 10 octombrie 2020   | 105 |
| 10        | „Johnny Orlando”                                 | 7 martie 2020      | 01 noiembrie 2020   | 112 |
| 11        | „Cooper Barnes”                                  | 14 martie 2020     | 24 octombrie 2020   | 109 |
| 12        | „Kel Mitchell”                                   | 28 martie 2020     | 31 octombrie 2020   | 111 |
| 13        | „Top 10 Wildest Pranks” „Top 10 Farse sălbatice” | 9 mai 2020         | 07 noiembrie 2020   | 999 |

### Sezonul 2 (2020–21)
Notă: Episodul 1 din sezonul 2 nu a fost niciodată difuzat în România din cauza conținutului neadecvat.
| # (sezon) | Titlu              | Premiera originală | Premiera în România | Cod |
| --------- | ------------------ | ------------------ | ------------------- | --- |
| 1         | „Baby Ariel”       | 31 octombrie 2020  |                     | 202 |
| 2         | „Chloe Kim”        | 7 noiembrie 2020   | 23 august 2021      | 201 |
| 3         | „Chris Paul”       | 14 noiembrie 2020  | 24 august 2021      | 203 |
| 4         | „Gabriel Iglesias” | 10 decembrie 2020  | 01 septembrie 2021  | 208 |
| 5         | „The Miz”          | 7 ianuarie 2021    | 26 august 2021      | 205 |
| 6         | „DeAndre Jordan”   | 14 ianuarie 2021   | 30 august 2021      | 206 |
| 7         | „Peyton List”      | 21 ianuarie 2021   | 25 august 2021      | 204 |
| 8         | „Zedd”             | 28 ianuarie 2021   | 31 august 2021      | 207 |
| 9         | „Lele Pons”        | 4 februarie 2021   | 06 septembrie 2021  | 210 |
| 10        | „Why Don't We”     | 11 februarie 2021  | 02 septembrie 2021  | 209 |
| 11        | „Ty Dolla $ign”    | 18 februarie 2021  | 08 septembrie 2021  | 212 |
| 12        | „Juanpa Zurita”    | 25 februarie 2021  | 07 septembrie 2021  | 211 |